# Robert François Raymond Marty
Robert François Raymond Marty (* 22. Mai 1936 in Perpignan) ist ein französischer Informatiker und Kommunikationswissenschaftler.
Robert François Raymond Marty erwarb 1969 in Montpellier den Doktorgrad in Mathematik. Er ist bekannt für seine Arbeiten zum Thema algebraische Semiotik.

## Schriften
- Robert Marty: L'algèbre des signes. Essai de sémiotique scientifique d'après Charles Sanders Peirce. J. Benjamins Pub. Co., Amsterdam-Philadelphia, 1990, ISBN 90-272-3296-2, (Foundations of semiotics 24).

| Personendaten    | Personendaten                                                |
| ---------------- | ------------------------------------------------------------ |
| NAME             | Marty, Robert François Raymond                               |
| KURZBESCHREIBUNG | französischer Informatiker und Kommunikationswissenschaftler |
| GEBURTSDATUM     | 22. Mai 1936                                                 |
| GEBURTSORT       | Perpignan                                                    |